# Головное судно

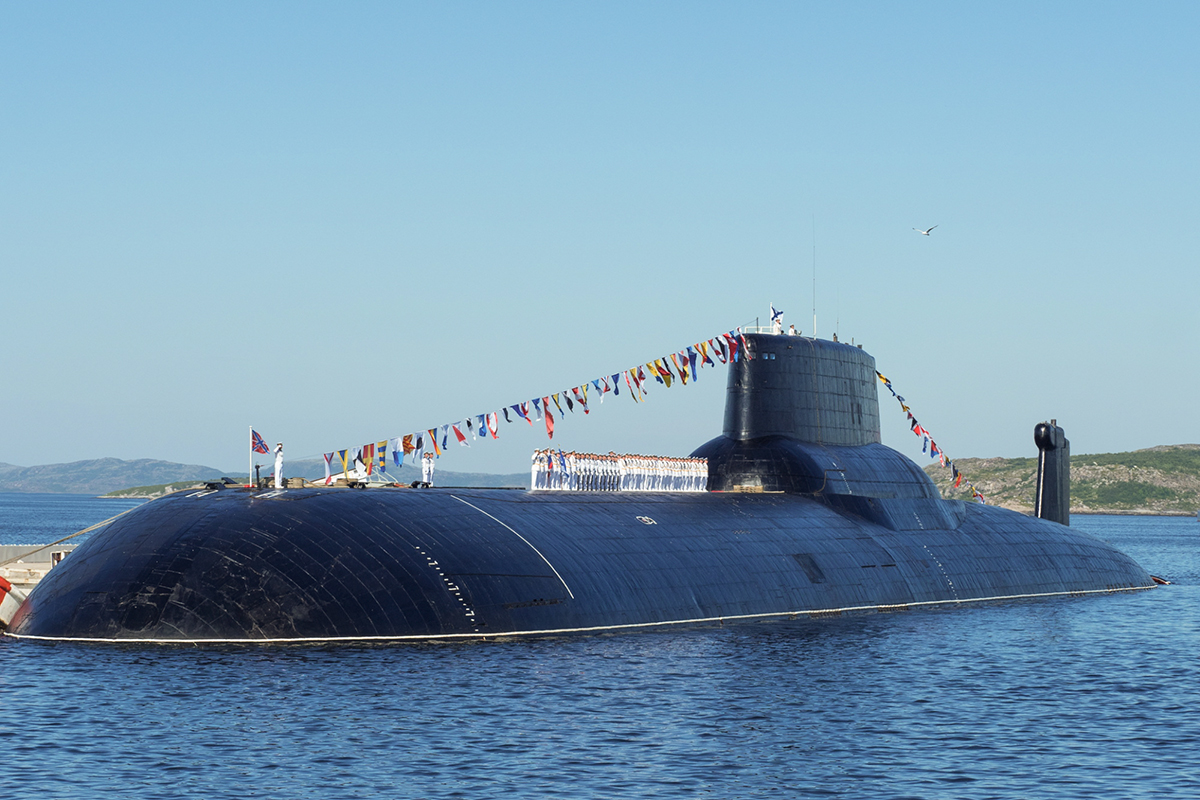
«Дмитрий Донской» — головной корабль проекта 941 или «Акула», в Кольском заливе, 2018 год

Головно́е су́дно (головно́й кора́бль) — данное словосочетание имеет следующие значения в военном деле:

## В кораблестроении
Головное судно (корабль) проекта — первое из серии или класса кораблей, все из которых строят по одинаковому общему проекту.
Данный термин практически всегда относят к военным кораблям и крупным гражданским судам. Большие суда имеют сложное внутреннее строение и для их постройки может потребоваться 5-10 лет. Все изменения или усовершенствования, появляющиеся за время постройки корабля могут стать частью проекта; по этой причине существует мало полностью идентичных кораблей.

## В морском строю
В морском строю под «головным судном» (головным кораблём) традиционно понимают корабль, идущий впереди эскадры. Как правило, это флагманское судно, ведущее отряд, который при таком расположении имеет возможность следовать за своим флагманом, не дожидаясь его сигналов о курсе. В эскадренном бою головной корабль подвергается обычно сильнейшему огню противника, так как выход его из строя нарушает управление эскадрой; поэтому ещё в XIX веке ряд военных стратегов высказывали мнение, что флагман должен находиться на одном из средних кораблей колонны или вне её на отдельном корабле. Однако, удобство управления с головного корабля имело столь большое значение в морском бою, что мало кто отказывался от такого построения вплоть до тех пор, пока минное дело не вышло на современный уровень, а развитие средств связи, в свою очередь, сделало место нахождения флагмана не существенным.